# Grace Hartigan
Grace Hartigan, född 28 mars 1922 i Newark, New Jersey, död 15 november 2008 i Baltimore, Maryland, var en amerikansk konstnär och en av 1950-talets främsta företrädare för den abstrakta expressionismen.

Hartigans karriär tog fart 1950, då hennes verk började tas med i betydelsefulla utställningar och hon fick separatutställningar. Hon hörde till de konstnärer inom New York-skolan som hade en mer uttrycksfull stil, ofta kallad action painting, eller "gestural painting". I den närmsta kretsen fanns konstnärer som Willem de Kooning och Jackson Pollock.
Från 1952 ses även figurativa inslag i Hartigans målningar, och hon fortsatte genom åren att periodvis skifta mellan olika grader av abstraktion och figurativ stil. Hennes verk har på det viset setts som föregångare till popkonsten, men hon fortsatte själv att betona vikten av måleriets expressiva uttryck.
Hartigan flyttade 1961 till Baltimore, där hon från 1964 även undervisade på Maryland Institute College of Art.